# Scherstetten
Scherstetten è un comune tedesco di 997 abitanti, situato nel land della Baviera.